# Båthustjärnen (Norsjö socken, Västerbotten, 721306-164915)
Båthustjärnen är en sjö i Norsjö kommun i Västerbotten och ingår i Umeälvens huvudavrinningsområde.